# Dysschema superior
Dysschema superior är en fjärilsart som beskrevs av Jörgensen 1934. Dysschema superior ingår i släktet Dysschema och familjen björnspinnare. Inga underarter finns listade i Catalogue of Life.